# Alexander Wolff
Alexander Wolff (* 1976 in Osterburg) ist ein deutscher Künstler (Malerei, Wandmalerei, Skulptur und Video).

## Ausbildung
Ab 1996 studierte Wolff an der Staatlichen Hochschule für Bildende Künste – Städelschule in Frankfurt am Main, ab 1998 an der École nationale supérieure des beaux-arts de Paris. Im Anschluss von 2000 bis 2002 folgte ein Studium an der Akademie der bildenden Künste Wien – bei Peter Kogler und Heimo Zobernig. 2002 machte Wolff den M.F.A. an der Städelschule in Frankfurt a. M.
Die Kunst von Alexander Wolff beschäftigt sich mit einer Untersuchung von formalen Strukturen und der Vielfältigkeit von Beziehungen, die durch Malerei eröffnet und geschaffen werden können. Dabei steht der Kontext der Entstehung und Wahrnehmung eines Bildes und eine relationale Formsprache zumeist im Zentrum seines Interesses.
Wolff hat in zahlreichen bekannten Institutionen ausgestellt, zum Beispiel in der Kunsthalle Nürnberg, dem Künstlerhaus Graz, der Kestnergesellschaft Hannover, dem Portikus in Frankfurt am Main, im Kai 10 in Düsseldorf und im Wexner Center, Columbus OH. Einzelausstellungen fanden statt u. a. in der Kunsthalle Lingen, dem Westfälischen Kunstverein Münster, der Overbeck-Gesellschaft in Lübeck, sowie der Galerie Mezzanin in Wien, der Galerie Federico Bianchi in Mailand. Alexander Wolff lebt und arbeitet in Berlin. Er ist Mitherausgeber der Kunstzeitschrift, die seit 2002 mit stetig wechselndem Namen, der sich nach der in jeder Ausgabe jeweils verwendeten Schrifttype richtet, erscheint.

## Ausstellungen (Auswahl)
- 2022: 稜楽 Ongaku: Joy Of Sound, Philipp Pflug Contemporary, Frankfurt a. M.
- 2021:	Malen vor Ort – Painting before Time, Oldenburger Kunstverein
- 2021:	From Almora to Amrum, Efremidis, Berlin
- 2016: The painters have finished, SVIT, Prag
- 2014: Exegetically Impossible, Galerie Natalia Hug, Köln
- 2013: Chat Jet - Malerei jenseits ihres Mediums, Künstlerhaus Graz
- 2012: Made in Germany II, Sprengelmuseum, Kunstverein, Kestnergesellschaft Hannover
- 2012: Overbeck Gesellschaft Kunstverein Lübeck
- 2011: Flaca/Tom Humphreys, Portikus, Frankfurt
- 2009: Ausstellung für leidenschaftlich an sich selbst Interessierte, Galerie Mezzanin, Wien
- 2008:	Fragmente der Geschichte zur Wiederholung als Performance, Westfälischer Kunstverein Münster
- 2008: Hotel Marienbad 002: Sammlung Rausch KW Berlin
- 2008: Zuordnungsprobleme, Galerie Johann König, Berlin
- 2007: The Four Colour Contingency, The Approach, London
- 2006: Susanne Vielmetter Los Angeles Projects, Los Angeles
- 2005: Liquid Crystal lothringer13, München
- 2005: Performance - A summer event at Flaca Flaca, London
- 2005: Statements Art 36 Basel 2005 Art Basel
- 2004: Heute hier, morgen dort... Ausstellungshalle zeitgenössische Kunst, Münster
- 2003: KONTEXT, FORM, TROJA Wiener Secession